# 이수훈
이수훈(1981년 5월 12일~)은 대한민국의 가수이다. 《늑대의 유혹》의 삽입곡 "고백"이라는 노래로 잘 알려져 있다.

## 출연 방송
- 2016년 투유 프로젝트 - 슈가맨
- 2022년 싱어게인2